# Dodge Dynasty
Dodge Dynasty – samochód osobowy klasy wyższej produkowany pod amerykańską marką Dodge w latach 1987 – 1993. 

## Historia i opis modelu

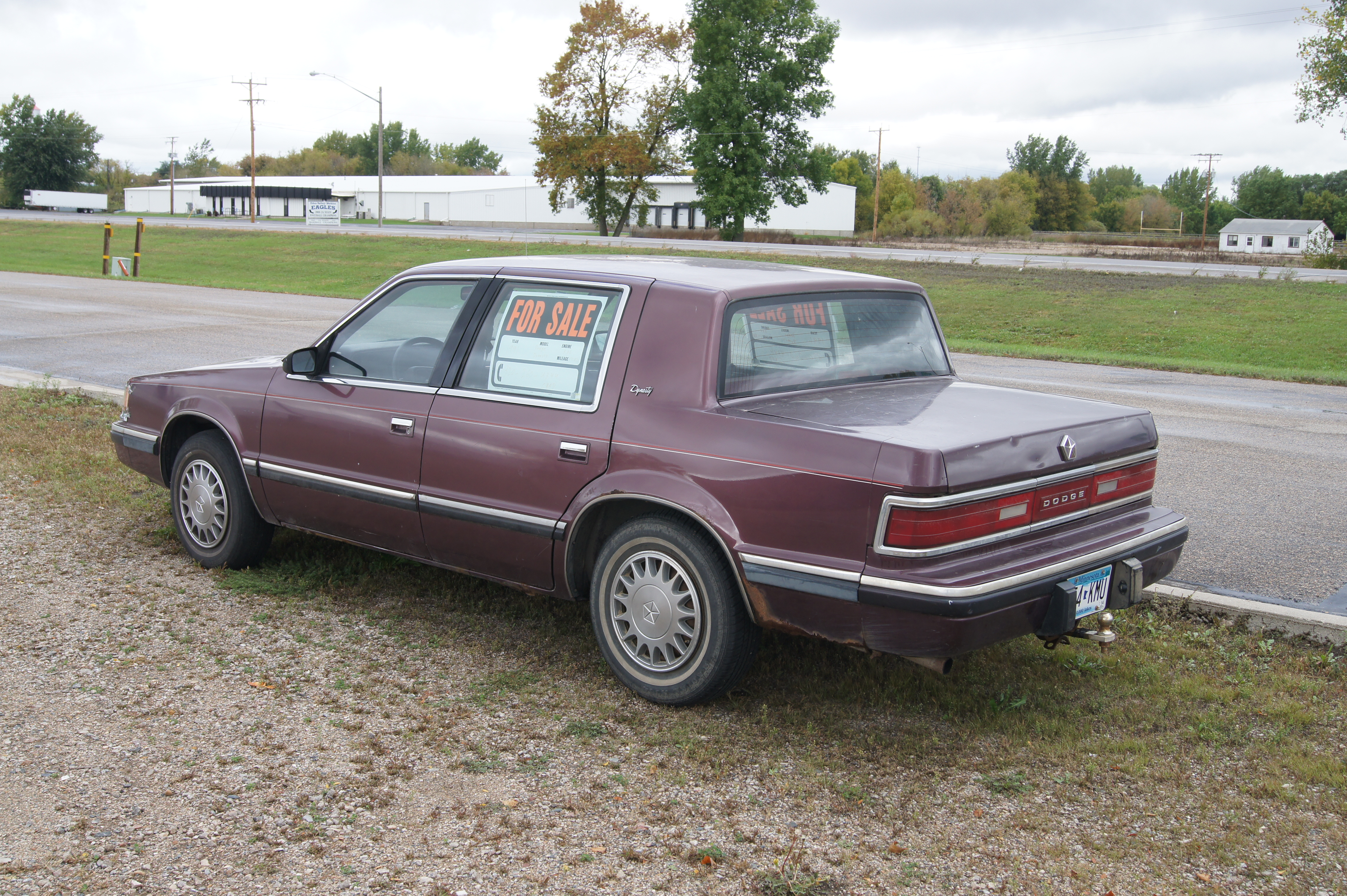
Dodge Dynasty - tył

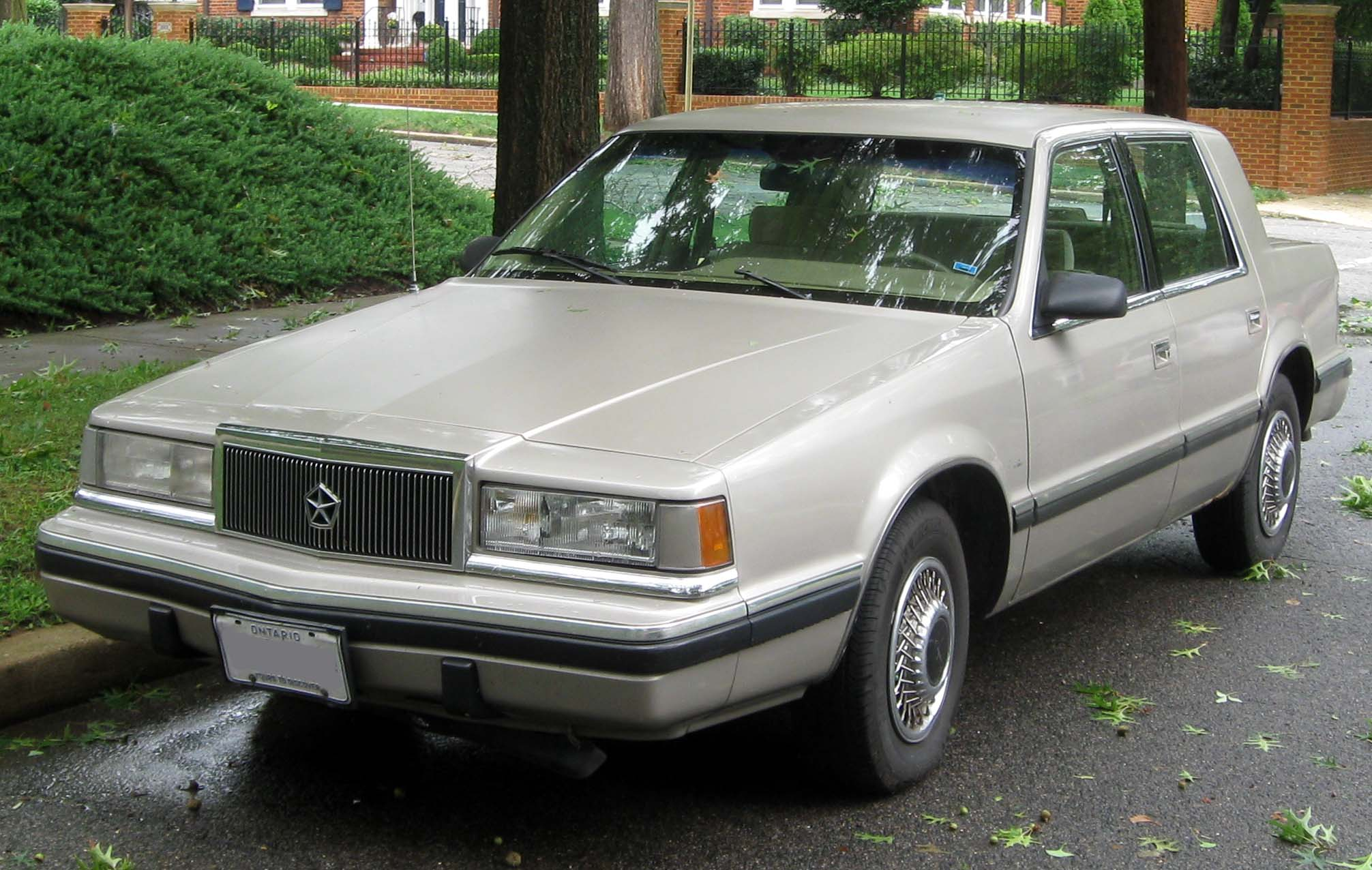
kanadyjski Chrysler Dynasty

W 1987 roku Dodge zaprezentował zupełnie nowy model klasy wyższej Dynasty, który został zbudowany na platformie C-body, na której bratni Chrysler zbudował bliźniaczy model o bardziej luksusowym charakterze – trzynastą generację modelu New Yorker. Dynasty zastąpił w gamie model 600. Charakterystycznym elementem Dodge'a Dynasty była kanciasta sylwetka, na czele z tylną szybą położoną pod kątem prostym względem klapy bagażnika. W 1993 roku Dodge zakończył produkcję modelu Dynasty, zastępując go zupełnie nowym modelem Intrepid.

### Kanada i Meksyk
W przypadku ościennych rynków Kanady i Meksyku, koncern Chrysler zdecydował się sprzedawać Dodge'a Dynasty pod własną marką jako Chrysler Dynasty. Różnice wizualne były minimalne, ograniczając się jedynie do różnic w emblematach i oznaczeniach producenta.

### Wersje wyposażeniowe
- Base
- LE
- Brougham

### Silniki
- L4 2.5l K
- V6 3.0l Mitsubishi
- V6 3.3l EGA

### Dane techniczne (V6 3.0)
- V6 3,0 l (2972 cm³), 2 zawory na cylinder, SOHC
- Układ zasilania: wtrysk
- Średnica cylindra × skok tłoka: 91,10 mm × 76,00 mm
- Stopień sprężania: 8,9:1
- Moc maksymalna: 143 KM (105 kW) przy 5000 obr./min
- Maksymalny moment obrotowy: 232 N•m przy 2800 obr./min

### Dane techniczne (V6 3.3)
- V6 3,3 l (3301 cm³), 2 zawory na cylinder, OHV
- Układ zasilania: b/d
- Średnica cylindra × skok tłoka: 93,00 mm × 81,00 mm
- Stopień sprężania: 8,9:1
- Moc maksymalna: 149 KM (110 kW) przy 4800 obr./min
- Maksymalny moment obrotowy: 248 N•m przy 3600 obr./min